# Église Saint-Pierre-et-Saint-Paul de Vaitupu

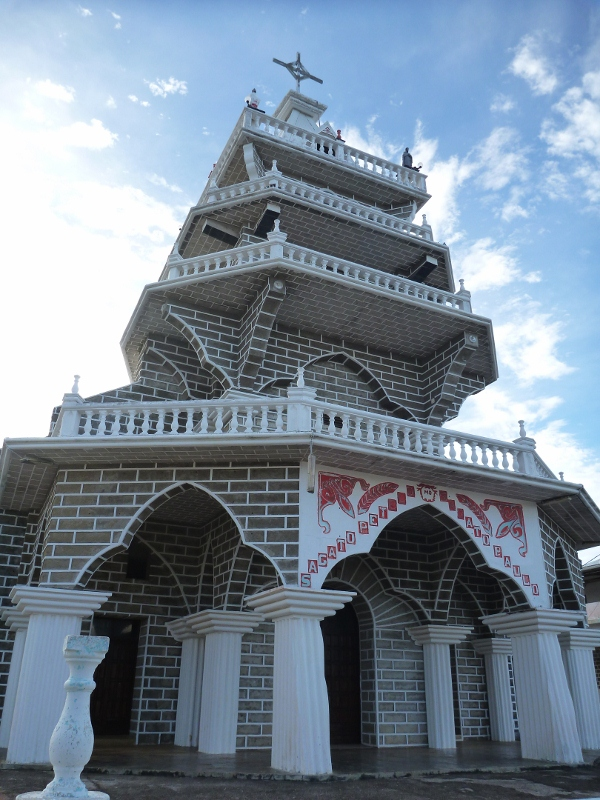
Façade de l'église.

L'église Saint-Pierre-et-Saint-Paul est une église catholique française, située à Vaitupu (Wallis-et-Futuna) dans le diocèse éponyme. Elle est construite au bord du lagon.